# Дюран, Эли Маглуар
Эли Маглуар Дюран (фр. Elie Magloire Durand или англ. Elias Magloire Durand; 25 января 1794, Майен — 15 августа 1873 или 14 августа 1873, Филадельфия, США) — американский ботаник и фармацевт.

## Биография
Эли Маглуар Дюран родился в департаменте Майен в 1794 году. В 1816 году эмигрировал в Америку и был в Нью-Йорке. Дюран собрал множество ботанических книг и журналов и сделал их доступными для ботаников. В 1837 году он совершил научную экспедицию в Виргинию, а в 1862 году — в  Пенсильванию. Дюран финансировал ботанические исследования некоторых исследователей и купил их коллекции растений. Он собрал гербарий из более чем 10000 видов и 100000 экземпляров растений. Умер Эли Маглуар Дюран в городе Филадельфия 14 августа 1873 года.

## Научная деятельность
Дюран специализировался на Мохообразных и на семенных растениях.

## Избранные публикации
- Élie Magloire Durand (1857) Obituary of François André Michaux in American Journal of Science 2nd series, 24 pp. 161–177[2].
- Élie Magloire Durand (1860) Biographical Memoir of the late François André Michaux in Transactions of the American Philosophical Society 11 p. 17[2].